# Pardosa tumida
Pardosa tumida là một loài nhện trong họ Lycosidae.
Loài này thuộc chi Pardosa. Pardosa tumida được R. W. Barnes miêu tả năm 1959.